# Fidel Uriarte
Fidel Uriarte (Sestao, 1945. március 1. – Castro Urdiales, 2016. december 19.) spanyol válogatott baszk labdarúgó, csatár.

## Pályafutása

### Klubcsapatban
1960-ban az Athletic Bilbao korosztályos csapatában kezdte a labdarúgást, ahol 1962-ben mutatkozott be az első csapatban. A bilbaói csapattal két spanyol kupa győzelmet ért el. Az
1967–68-as idényben a bajnokság gólkirálya lett 22 góllal. 1974 és 1977 között a CD Málaga labdarúgója volt. 1977-ben fejezte be az aktív labdarúgást.

### A válogatottban
1968 és 1972 között kilenc alkalommal szerepelt a spanyol válogatottban és egy gólt szerzett.

### Edzőként
1978-ban a Sestao SC vezetőedzője volt. 1990 és 1994 között az Athletic Bilbao csapatánál dolgozott edzőként különböző szerepkörökben. Volt az első csapat segédedzője, a B-csapat és az ifjúsági csapat vezetőedzője is. 1995-ben a Villarreal szakmai munkáját irányítottta.

## Sikerei, díjai
Athletic Bilbao
- Spanyol bajnokság
  - gólkirály: 1967–68 (22 gól)[2]
- Spanyol kupa (Copa del Generalísimo)
  - győztes: 1969, 1973